# Futuro
In una concezione lineare del tempo, il futuro è la parte di tempo che ancora non ha avuto luogo; nella concezione relativistica il settore dello spaziotempo nel quale si trovano tutti gli eventi che ancora non sono accaduti dato uno specifico sistema di riferimento. In questo senso il futuro è l'opposto del passato (la parte di tempo, momenti ed eventi, che già sono accaduti) e il presente (la parte di eventi che stanno accadendo proprio ora).

## Il significato del futuro per l'umanità
Il futuro ha sempre avuto un posto molto speciale nella filosofia e, in generale, nella mente umana. Questo è ampiamente vero perché gli esseri umani hanno bisogno di una predizione degli eventi che accadranno. È forse possibile sostenere che l'evoluzione del cervello umano è in grande parte uno sviluppo di abilità cognitive necessarie a predire il futuro, per esempio l'immaginazione non concreta, la logica e l'induzione. L'immaginazione ci permette di "vedere" un modello plausibile di una certa situazione senza osservarlo davvero. Le ragioni logiche permettono di prevedere conseguenze inevitabili di azioni e situazioni e per questo la logica dà utili informazioni sugli eventi del futuro. L'induzione, invece, permette di associare una causa alle sue conseguenze, una nozione fondamentale per ogni predizione del tempo futuro.

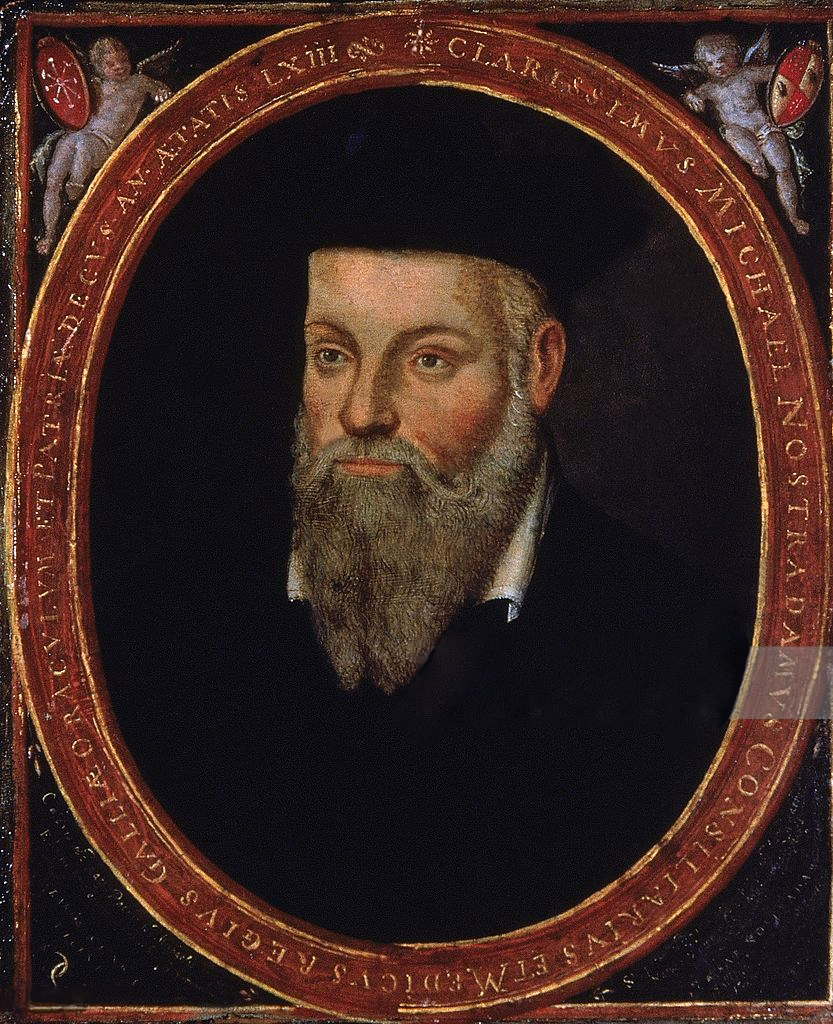
Nostradamus è uno dei più famosi personaggi storici ad aver sostenuto di poter predire il futuro.

Nonostante questi strumenti cognitivi per la comprensione del futuro, il naturale evolversi stocastico di molti processi naturali e sociali hanno reso la previsione del futuro lo scopo, molto ricercato, di molte persone e culture attraverso gli anni. Le figure a cui veniva chiesto di vedere nel futuro, come i profeti e i divinatori, hanno beneficiato di grandi considerazioni e importanza sociale in molte comunità del passato, ma anche del presente. Intere pseudoscienze, come l'astrologia e la chiromanzia hanno avuto origine cercando di aiutare la previsione del futuro. Molto della scienza fisica può essere letto come un tentativo di fare predizioni quantitative ed oggettive sugli eventi. 
La disciplina legata alle previsioni del futuro ha assunto nell'era moderna un carattere più scientifico con la nascita della meta-disciplina dei futures studies. Gli studi sul futuro comprendono il tentativo di prevedere e anticipare i principali cambiamenti sociali, tecnologici e culturali della civiltà. Ciò avviene attraverso la costruzione di scenari per prepararsi meglio a tali sviluppi.

Il futuro forma anche un argomento preminente per la religione. Spesso le religioni rendono infatti profezie sulla vita dopo la morte e anche sulla fine del mondo. Altri filosofi presentisti includono i buddisti. Uno dei principali studiosi dell'era moderna sulla filosofia buddista è Stcherbatsky, che ha scritto molto sul presentismo buddista: 

## Il tempo in fisica

Cono di luce nello spazio 2D più una dimensione temporale.

In fisica, il tempo è la quarta dimensione. I fisici sostengono che lo spaziotempo può essere inteso come una sorta di tessuto elastico che si piega a causa della presenza della materia. Nella fisica classica il futuro è solo la metà della linea temporale, che è la stessa per tutti gli osservatori. Nella relatività speciale il flusso del tempo è relativo al sistema di riferimento dell'osservatore . Più velocemente un osservatore si allontana da un oggetto di riferimento, più lentamente quell'oggetto sembra muoversi nel tempo. Quindi, il futuro non è più una nozione oggettiva. Una nozione più moderna è il futuro assoluto , o il futuro cono di luce. Sebbene una persona possa spostarsi avanti o indietro nelle tre dimensioni spaziali, molti fisici sostengono che si è in grado di andare solo avanti nel tempo.

## In grammatica

### Lingue occidentali: esempi
Futuro semplice:
- Per l'italiano: io amerò ≈ amare + ho; tu amerai ≈ amare + hai; egli amerà ≈ amare + ha.
- Per il francese: j'aimerai ≈ aimer + ai; tu aimeras ≈ aimer + as; il aimera ≈ aimer + a.
- Per lo spagnolo: yo amaré ≈ amar + he; tú amarás ≈ amar + has; él amará ≈ amar + ha.
- Per il portoghese: eu amarei ≈ amar + hei; tu amarás ≈ amar + hás; ele amará ≈ amar + há.
- Per l'inglese: I will love ≈ soggetto (I) + will + infinito senza "to"; you will love ≈ soggetto (you) + will + infinito senza "to"; he/she will love ≈ soggetto (he/she) + will + infinito senza "to"

Futuro anteriore:
| Italiano Futuro anteriore | FranceseFutur antérieur | SpagnoloFuturo perfecto | IngleseFuture perfect | TedescoFutur II          |
| ------------------------- | ----------------------- | ----------------------- | --------------------- | ------------------------ |
| avrà dormito              | il aura dormi           | él habrá dormido        | he will have slept    | er wird geschlafen haben |

### Lingue orientali: esempi
Cinese
明天 我 就会 去 台北 了｡
Domani sarò andato a Taipei (azione prossima certa)
我*要*去法国
Andrò in Italia (azione prossima certa)
以后我要去中国
Uno di questi giorni andrò in Cina  (nel futuro, senza precisare quando)
以后我要开一个公司
In futuro, vorrò lanciare la mia Società (volontà futura senza precisare quando)
Giapponese
多分来ないだろう。
Forse non verrà
明日は晴れるだろう。
Forse sarà soleggiato domani
Coreano
나는 먹겠다
Io mangerò
나는 배우겠다
Io imparerò

### Cirillico: esempi
Russo:
завтра я буду в лондоне
Domani sarò a Londra
Ucraino:
Я буду в Лондоні завтра
Domani sarò a Londra

## Cultura

### Arte
Il Futurismo è stato un movimento letterario, culturale, artistico e musicale italiano dell'inizio del XX secolo, nonché una delle prime avanguardie europee. Ebbe influenza su movimenti affini che si svilupparono in altri paesi d'Europa, in Russia, Francia, negli Stati Uniti d'America e in Asia. I futuristi esplorarono ogni forma di espressione: la pittura, la scultura, la letteratura (poesia) al teatro, la musica, l'architettura, la danza, la fotografia, il cinema e persino la gastronomia. La denominazione del movimento si deve al poeta italiano Filippo Tommaso Marinetti.

### Narrativa

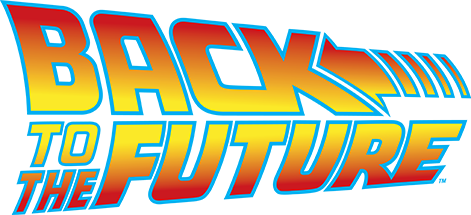
Il logo della serie cinematografica Ritorno al futuro

Si può considerare la fantascienza come un ampio genere di narrativa che spesso implica speculazioni basate su scienza o tecnologia attuali o future. La fantascienza si trova in libri, arte, televisione, film, giochi, teatro e altri media. I generi e filoni della fantascienza sono generi e filoni narrativi di opere artistiche (nella letteratura, nel cinema, etc), basate su temi della scienza o della filosofia della scienza, generalmente ambientati nel futuro.